# GP30
GP30 và các đồng loại của nó 

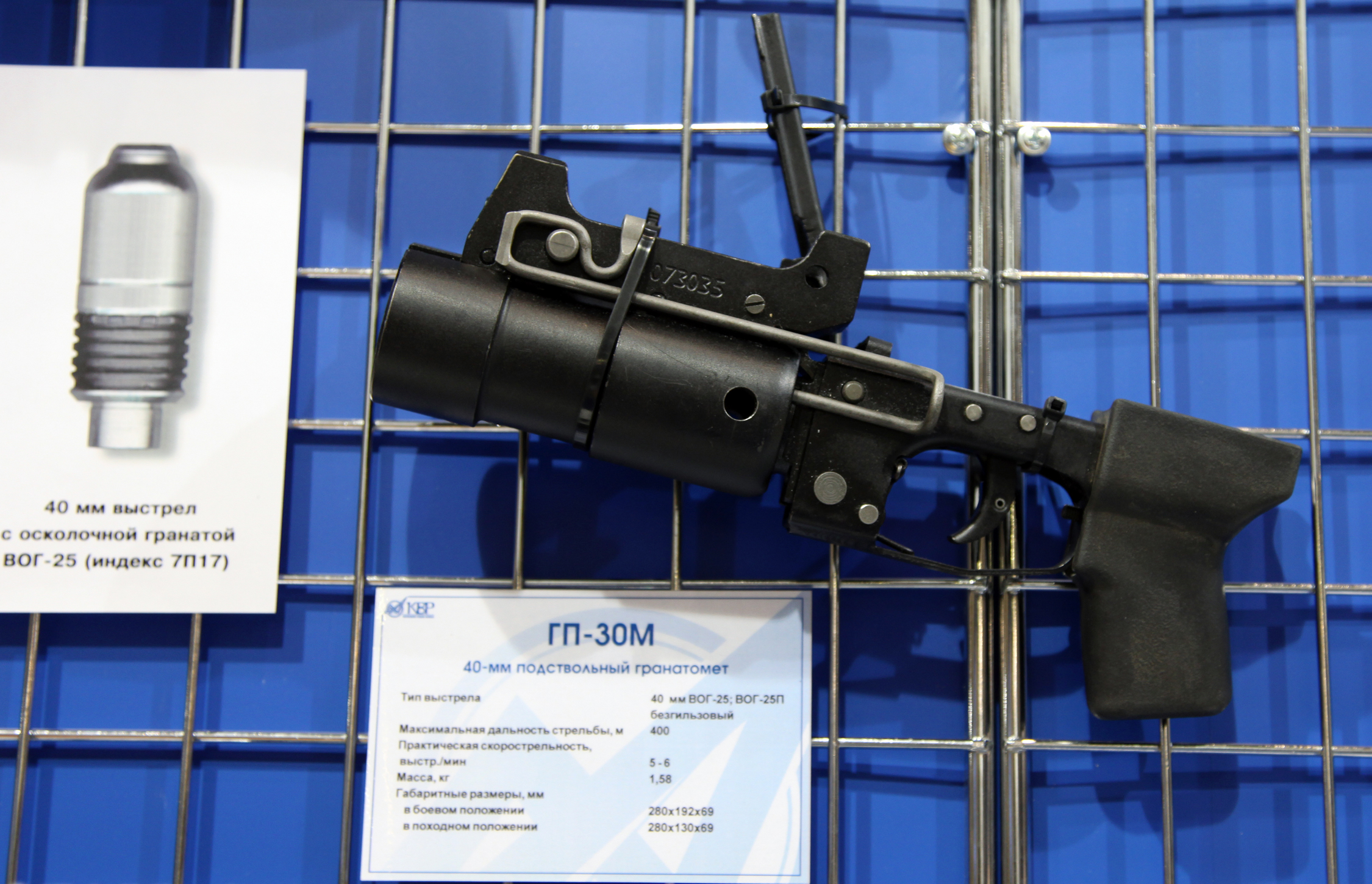
Súng phóng lựu GP-30

như GP-25, GP6, BG15... là những loại súng phóng lựu do Nga sản xuất. GP30 được gắn dưới nòng súng của AK đời 2000 trở lên, đặc biệt là AK107. GP30 được Obuvka nâng cấp từ phiên bản GP25 mở ra một bước ngoặt mới trong quân sự Nga, dễ dàng chế tạo, dễ dàng sử dụng.
- Khối lượng: 1,3 kg
- Chiều dài: 275 mm
- Chiều dài nòng: 415 mm
- Cỡ nòng: 40 mm
- Cỡ đạn: 40×45 mm
- Nguyên tắc nạp đạn: bằng tay
- Sơ tốc đầu đạn: 76,5 m/s
- Nhịp bắn: 5 viên/phút
- Tầm bắn hiệu quả: 400 mét